# David Castillo i Buïls
David Castillo i Buïl (Barcelona, 1960) és un poeta, escriptor, i crític literari català.

## Vida
Va néixer al barri barceloní del Poblenou, però com a la seva mare li van diagnosticar asma, van traslladar-se a Vallcarca. Als catorze anys va començar a treballar en una sucursal del Banco Ibérico.
Va començar a destacar com a poeta la dècada dels anys 1970 amb publicacions clandestines i contraculturals, tot i que la seva primera obra publicada, tota una declaració de principis, va ser la biografia de Bob Dylan, l'any 1992. Tres anys abans havia estat l'antòleg de Ser del segle, que va reunir les principals veus de la generació dels 80. El van seguir una sèrie de poemaris entre els quals destaca Game over, amb què va guanyar el premi Carles Riba. A continuació va iniciar una etapa com a prosista amb novel·les com El cel de l'infern i No miris enrere, amb bons resultats entre crítica i lectors. La primera va guanyar el premi Crexells a la millor novel·la catalana del 1999. La segona, el premi Sant Jordi del 2001. Ha obtingut tres premis Atlàntida de periodisme i a una antologia de la seva obra poètica a l'italià se li va atorgar el premi Internacional Tratti al millor poeta estranger. Ha estat organitzador de diferents cicles poètics i fundador i director de la Setmana de la Poesia de Barcelona des del 1997.
D'altra banda, publica articles i ressenyes literàries gairebé des dels seus inicis. Entre 1989 i 2009 dirigeix el suplement de cultura d'El Punt Avui. Va ser director durant vuit anys de la revista Lletra de canvi i ha estat cinc anys professor de la Universitat Autònoma de Barcelona. Amb el jove poeta Marc Sardà va publicar el llibre Conversaciones con Pepín Bello, que va tenir una gran repercussió crítica.
L'any 2020 va tenir el Premi Joanot Martorell de Gandia per la seva narrativa El tango de Dien Bien Phu.

## Obra

### Biografia
- 1992 Bob Dylan[3]
- 2007 Conversaciones con José "Pepín" Bello, amb Marc Sardá[4]
- 2008 Bcn Rock, amb fotografies de Ferran Sendra[5]

### Poesia
- 1993 La muntanya russa
- 1994 Tenebra
- 1997 Poble Nou flash back, amb Albert Chust
- 1998 Game over
- 2000 El pont de Mühlberg
- 2000 Seguint l'huracà, amb Marcel Pey
- 2001 Bandera negra
- 2005 Menta i altres poemes
- 2005 Downtown[6]
- 2006 Esquena nua
- 2011 Doble zero
- 2023 Camp pervers[7]

### Novel·la
- 1999 El cel de l'infern (Proa)
- 2002 No miris enrere
- 2010 El llibre dels mals catalans : burocràcia sentimental sobre la noció del temps[8]
- 2010 El mar de la tranquil·litat (Editorial Proa)
- 2014 Barcelona no existeix (Empúries)
- 2020 El tango de Dien Bien Put (Edicions 62 / Edhasa)

## Premis
- 1987 Premi Atlàntida millor revista cultural per a "El temps"
- 1990 Premi Atlàntida millor suplement cultural diari Avui
- 1997 Premi Carles Riba per Game over
- 1999 Premi Joan Crexells per El cel de l'infern
- 2001 Premi Sant Jordi per No miris enrere
- 2005 Premi Atlàntida millor articulista de l'any en llengua catalana
- 2006 Premi Cadaqués al millor poemari de l'any per Esquena nua
- 2006 Premi Internacional Tratti per la traducció italiana Il presente abbandonato
- 2010 Premi Atlàntida millor suplement cultural diari El Punt Avui
- 2019 Premi Joanot Martorell per El tango de Dien Bien Phu